# Saudade do Futuro
Pour plus de détails, voir Fiche technique et Distribution.
Saudade do Futuro est un documentaire musical franco-brésilien réalisé par Marie-Clémence et Cesar Paes, sorti en 2000, produit et distribué par Laterit Production,.

## Synopsis
São Paulo chantée par ses troubadours nordestins, leurs vers font découvrir la mégalopole au rythme des forrós et des tambourins. 
Les migrants nordestins nous présentent São Paulo, l'une des plus grandes villes du monde où ils sont venus vivre, pour fuir la sécheresse du Nord-Est ou chercher fortune dans le sud du pays.

## Accueil critique
Lors de sa sortie en 2011, le critique Jacques Morice décrit ainsi le film : « Il vaut moins par le regard un peu flou et lacunaire porté sur la réalité sociale des migrants que par ses complaintes entêtantes. Ce blues frénétique et percutant, sorte de fado presto qui se danse (le forro), prend aussi la forme étonnante de joutes verbales fondées sur l'affront et l'outrage. Il arrive même que le passant, généreux donateur, soit remercié par une salve d'insultes en rimes. Des aumônes comme ça, on en redemande ».

## Fiche technique[6]
- Un film de : Marie-Clémence et Cesar Paes
- Image & réalisation : Cesar Paes
- Production : Marie-Clémence Paes
- Ingénieur du son : João Godoy
- Montage : Agnès Contensou
- Assistante à la réalisation : Claudia Mesquita
- Assistant image : Michel Berck
- Production musicale : Téo Azevedo
- Durée : 84 minutes
- Langues originales : portugais[7]

## Musique originale[8]
| Piste | Titre                                    | Artiste                       | temps      |
| ----- | ---------------------------------------- | ----------------------------- | ---------- |
| 1     | Saudade do Futuro : Tema                 | Thomas Rohrer & Fabio Freire  | 3 min 12 s |
| 2     | Trava lingua : Cara com cara é careta    | Sonhador & Peneira            | 2 min 53 s |
| 3     | Bicho Carpinteiro                        | Marco Cesar & Ezequias Lira   | 6 min 20 s |
| 4     | Gemedeira : Eldorado dos Sonhos          | Sebastião Marinho & Andorinha | 2 min 58 s |
| 5     | Esquenta Mulher                          | Famille Biano                 | 2 min 35 s |
| 6     | Olho d'Agua                              | Bando de Macambira            | 3 min 50 s |
| 7     | Saudade do Futuro : Policia              | Thomas Rohrer & Fabio Freire  | 1 min 27 s |
| 8     | Boa Noite !                              | Assis Angelo                  | 36 s       |
| 9     | Clarice                                  | Fatel                         | 2 min 43 s |
| 10    | Forro no Xote das Meninas                | Zé Honorio                    | 2 min 43 s |
| 11    | Embolada O Nordestino em São Paulo       | Sonhador & Peneira            | 2 min 55 s |
| 12    | A Banda no Frevo                         | Marco Cesar & Ezequias Lira   | 1 min 52 s |
| 13    | Pedaço de Alagoas                        | Bando de Macambira            | 2 min 41 s |
| 14    | Saudade do Futuro : Construçao           | Thomas Rohrer & Fabio Freire  | 1 min 54 s |
| 15    | Arrasta Pé no Paioção                    | Trio de Zé Honorio            | 2 min 10 s |
| 16    | Ultimo Dia                               | Bando de Macambira            | 2 min 58 s |
| 17    | Embolada de Côco em desafio na Vaquejada | Terezinha & Palito            | 1 min 54 s |
| 18    | Lela não tem reclamado                   | Marco Cesar & Ezequias Lira   | 1 min 38 s |
| 19    | Quixeramobim                             | Bando de Macambira            | 2 min 29 s |
| 20    | Saudade do Futuro : Tema (Remix)         | Thomas Rohrer & Fabio Freire  | 3 min 12 s |